# Egyházatya

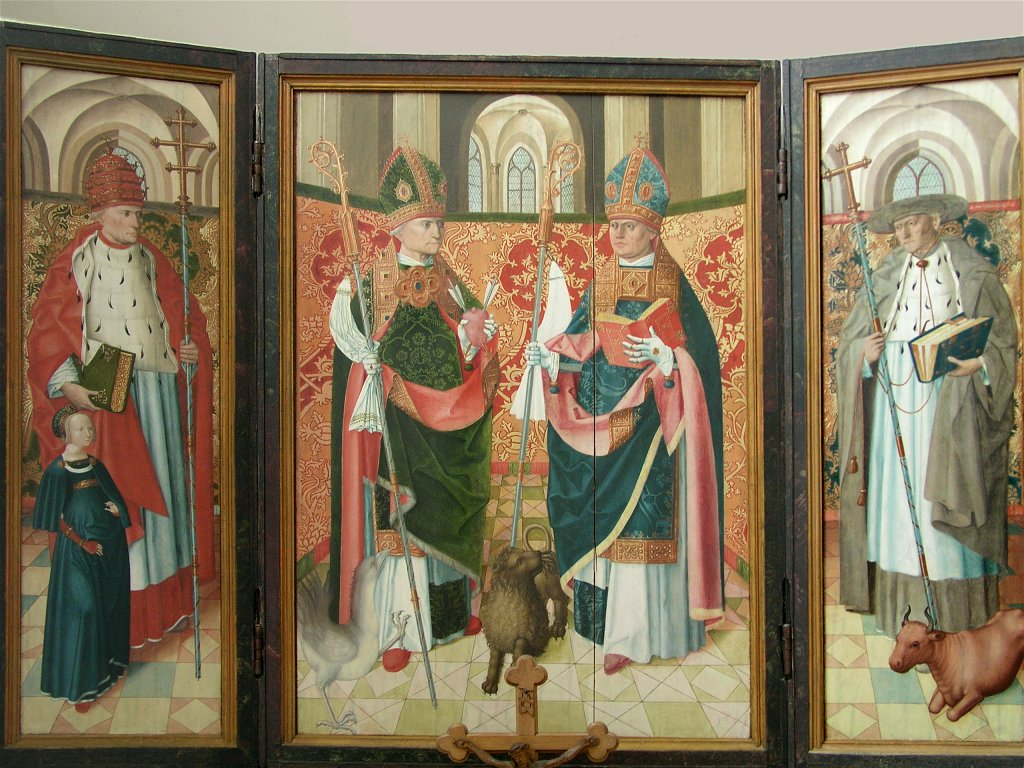
Az egyházatyák oltára Bordesholmban Hippói Szent Ágoston, Szent Ambrus középen Nagy Szent Gergely és Szent Jeromos a szárnyakon

Az egyházatya (latinul: pater Ecclesiae; görögül: πατὴρ εκκλησιαστίκος; oroszul: святой отец, tbsz.: святые отцы) egy megtisztelő cím bizonyos keresztény egyházakban, amelyet a keresztény ókor és a korai középkor (I. sz. vége–VIII. század) kiemelkedő egyházi teológusa kapott meg, akinek írásai különleges jelentőséggel bírtak a dogmatika létrejöttében és az egyházi kánonok kialakításában. Lerinumi Vincenek tulajdonított meghatározás szerint az egyházatyák, a maguk korában és a maguk helyén a hitnek és az Egyház közösségének megbízható tanítói, szentéletű tagjai voltak. Az egyházatyák filozófiai, egyháztudományi, tanításainak tanulmányozásával foglalkozó tudomány a patrisztika
A katolikus és a ortodox egyházban ugyan azok az alkotók tartoznak az egyházatyák közzé, azonban az egyes egyházatyák értékelésében a két egyház jelentős különbségeket tesz. A nyugati egyház Sevillai Szent Izidort (†636) tekinti az utolsó egyházatyának, míg a keleti egyház Damaszkuszi Szent Jánost (†753)
A 8. századot követően a nyugati egyház kiemelkedő íróit az egyháztanító vagy egyházdoktor (latinul: doctores Ecclesiae) megtisztelő cím illeti meg. A keleti egyház nem ismer ilyen címet, ezért az ortodoxiában a mai napig léteznek egyházatyák, mint például az 1938-ban elhunyt Athosz-hegyi Szent Sziluánusz.

## Egyházi besorolásuk
Az egyházatyákkal kapcsolatosan az 5. században meghatározott elvárások a következők:
- igazhitű tanítás (doctrina orthodoxia) – amely természetesen nem jelent tévedhetetlenséget és nem zárja ki a tényleges tévedéseket egyes dolgokban;
- ókeresztény értelemben vett szent élet (sanctitas vitae);
- Egyház részéről történő elismerés (approbatio Ecclesiae) – ez megnyilvánulhat idézésekben is;
- Megfelelő időbeli régiség (antiquitas competens) – azaz koruk az "atyák" kora, az egyházatyák abban a korban éltek, amely Nyugaton Sevillai Szent Izidorral a 7. században zárult le.

Jórészt püspökök voltak, de vannak köztük papok Szent Jeromos, világi hívők Alexandriai Kelemen, és nők is Sienai Szent Katalin, Ávilai Szent Teréz.

## Az egyházatyák felosztása
Az egyházatyák írásainak osztályozására a Patrisztika különböző szempontokat alkalmaz. A legkézenfekvőbb, amikor különböző időszakokra osztják fel az írásokat vagy az atyákat földrajzi és kulturális hovatartozásuk szerint osztják fel, Kelet és Nyugat egyházatyáira.
Kor szerint, Nicea előtti egyházatyákról, és Nicea utáni egyházatyákról szokás beszélni. A választóvonal a Niceai zsinat (325).
A kultúra szerinti felosztás alapjául a nyelv szolgál, amin az egyházatyák műveiket írták. E szerint görög illetve latin egyházatyákról, beszélnek. A legjelentősebb görög egyházatyák: Szent Jusztinusz, Aranyszájú Szent János, és Alexandriai Kürillosz. A legjelentősebb latin egyházatyák: Tertullianus, Cyprianus, Szent Jeromos, Szent Ambrus, I. Gergely pápa és Hippói Szent Ágoston. Az egyházatyák lakóhelye hét évszázada különböző földrajzi helyeket, és műveik nyelvét tekintve különböző nyelveket, kultúrákat foglal magában, A kopt, a szír, az arab és az ibériai egyházatyák esetében kérdéses ez a besorolás.

## A jelentősebb egyházatyák
Vastag betűvel vannak jelölve a leghíresebbek, legjelentősebbek.

### 2. századiegyházatyák

#### A) AzApostoli atyák(80–150)
Az apostoli atyák még az apostolok kortársai és tanítványai voltak (1. század közepe – 2. század közepe). Műveiket az újszövetség könyveivel egy időben alkották azonban nem tartoznak az Egyház kanonikus művei közzé. Stílusukat tekintve fő jellemzőjük az egyszerűség.
- α) görögök:
  - Antiochiai Szent Ignác (kb. 50 – kb. 110)
  - Hierapoliszi Szent Papiasz (kb. 70 – kb. 125)
  - Szent Polikárp (kb. 70 – 155)
  - Hermasz (2. század)
- β) latinok:
  - Római Szent Kelemen (kb. 35 – 97?)

#### B) A hitvédők (apologéták)
A 2. század közepétől a 3. század közepéig tart a hitvédők (apologéták) kora, ezek az alkotók elsősorban a keresztény hit védelmében írták műveiket a római, görög és zsidó támadásokkal szemben.
- α) görögök:
  - Athéni Szent Ariszteidész (150 körül)
  - Szent Jusztinusz (103 – 166)
  - Athéni Szent Athénagorasz (kb. 133 – kb. 190)
  - Szent Iréneusz (2. század első fele – 202/203)
  - Szardeszi Szent Meliton (2. század második fele)

### 3. századiegyházatyák
- α) görögök:
  - Alexandriai Szent Kelemen (kb. 150 – kb. 215/220)
  - Órigenész (184 – 254) – vitatott – eretnekség miatt elítélték
- β) latinok:
  - Tertullianus (kb. 160 – kb. 220) – vitatott – élete végén a montanista irányzathoz csatlakozott
  - Római Szent Hippolütosz (kb. 170 – 235)
  - Szent Ciprián (kb. 200 – 258)
  - Minucius Felix (3. század)

### 4. századiegyházatyák
Ezt a századot egészen Alexandriai Szent Cirill haláláig, 444-ig, tekintjük az egyházatyák klasszikus- vagy aranykorának. Ez az időszak a hitvitázók (polemikusok) kora, akik a hivatalos, orthodox („igazhitű”) tanításokat védelmezték az eltérő teológiai tanok és az eretnekségnek tartott irányzatok, különösen az arianizmus, nesztorianizmus és monofizitizmus ellen.
- α) görögök:
  - Idősebb Arnobius (? – 330 k.)
  - Kaiszareiai Euszebiosz (263 – 339)
  - Alexandriai Szent Atanáz (298 – 373)
  - Jeruzsálemi Szent Cirill (313 – 386)
  - Aranyszájú Szent János (344/347 – 407)
  - Nemesius (műk. 390 k.)
  - Kappadókiai atyák:
    - Nagy Szent Vazul (329 – 379)
    - Nazianzi Szent Gergely (329 – 389)
    - Nüsszai Szent Gergely (331 – 395 után)
- β) latinok:
  - Lactantius (kb. 250 – kb. 325)
  - Firmicus Maternus (műk. 330 k.)
  - Veronai Szent Zénó (kb. 300 – 371?)
  - Poitiers-i Szent Hilár (kb. 315 – 367)
  - Szent Ambrus (334 – 397)
  - Szent Jeromos (347 – 420)
  - Hippói Szent Ágoston (354 – 430)
- γ) szírek:
  - Szent Afrahat (kb. 270 – kb. 345)
  - Szír Szent Efrém (306 – 373)

### 5. századiegyházatyák
- α) görögök:
  - Mopvesztiai Teodor (352/355 – 428)
  - Alexandriai Szent Cirill (376 – 444)
- β) latinok:
  - Nagy Szent Leó (? – 461)
  - Salvianus (5. század)

### 6. századiegyházatyák
- α) latinok:
  - Nursiai Szent Benedek (kb. 480 – 543)
  - I. Gergely pápa (kb. 540 – 604)

### 7. századiegyházatyák
- α) görögök:
  - Hitvalló Szent Maximosz (kb. 580 – 662)
- β) latinok:
  - Sevillai Szent Izidor (556 – 636)

### 8. századiegyházatyák
- α) görögök:
  - Damaszkuszi Szent János (kb. 645 – 749/754)

A 8. század után az egyházatyák szellemi örökségét nyugaton a skolasztika, keleten a bizánci teológia vette át. Míg az előbbi egyre inkább Arisztotelész filozófiájára támaszkodott, az utóbbi inkább platonista maradt.

## Sivatagi Atyák
A sivatagi atyák a korai szerzetesek irányítói voltak, akik a 3-5. században éltek az egyiptomi sivatagban. Bár nem hagytak hátra sok művet, befolyásuk jelentős volt. Mondásaiknak gyűjteménye az Apophthegmata Patrum.